# Vidrio rubino oro

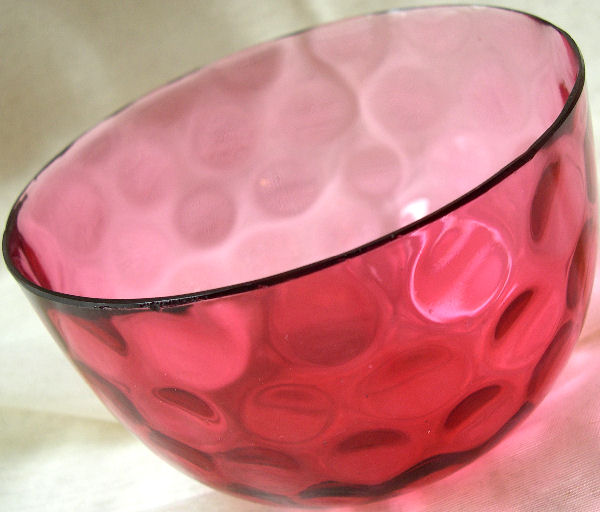
Bols fabricado en vidrio rubino oro.

El vidrio rubino oro (o 'vidrio rubí dorado') es un vidrio de tono rojo producido mediante el agregado de óxido de oro al vidrio fundido. A veces también se agregan pequeñas cantidades de estaño, en forma de cloruro de estaño, como agente reductor. Este tipo de vidrio es utilizado casi con exclusividad para fabricar costosos artículos de decoración.
A causa del elevado costo del oro y del delicado proceso de mezclado que requiere, el vidrio rubino oro se prepara en pequeñas cantidades en una forma artesanal. El cloruro de oro se prepara disolviendo oro en una solución de ácido nítrico y ácido clorhídrico (aqua regia). Por lo general el vidrio es trabajado mediante moldes o soplado. El vidrio una vez solidificado es un tipo de coloide, donde la fase sólida (oro) se encuentra dispersa dentro de otra fase sólida (vidrio).

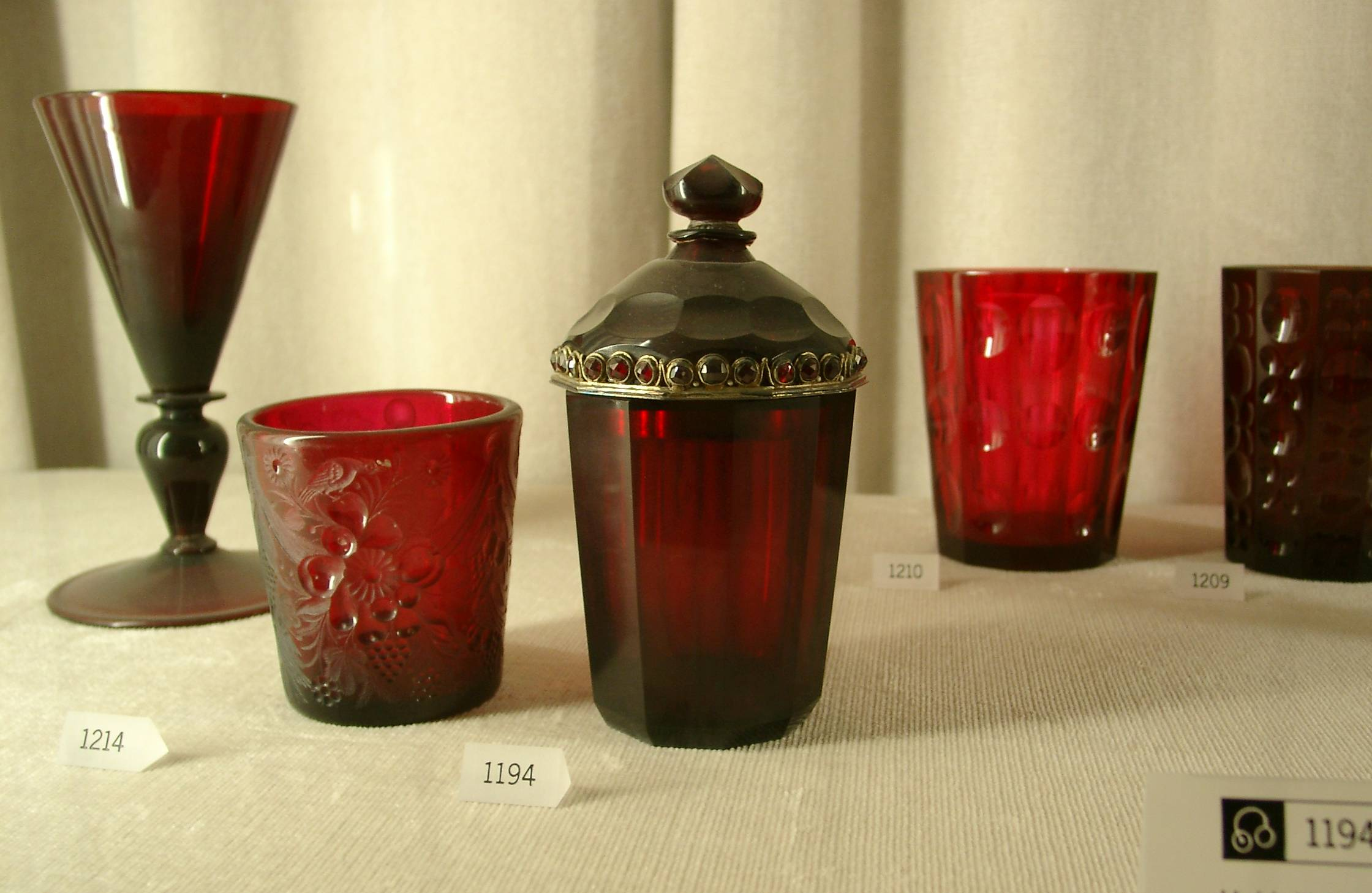
Se cree que el recipiente de vidrio rubino oro con tapa fue fabricado por Johann Kunckel.

Los orígenes del vidrio rubino de oro son inciertos. Algunos historiadores creen que este tipo de vidrio fue producido por primera vez hacia fines del Imperio Romano. Luego se perdió la habilidad hasta que fue redescubierta en el siglo XVII bien por Johann Kunckel en Potsdam o por el artesano de vidrio florentino Antonio Neri en Italia. Pero ninguno de ellos conocía el mecanismo que le daba el color. Fue el químico Richard Adolf Zsigmondy, ganador del Premio Nobel de química en 1925 quien logró explicar que eran los pequeños coloides de oro los que le otorgaban el color rojo.
Durante el siglo XIX en Gran Bretaña durante la Era victoriana, fue el período en que mayor auge tuvo el vidrio rubino oro. 
Según una leyenda el vidrio rubino oro fue descubierto cuando un noble lanzó una moneda en una mezcla de vidrio fundido. Es muy probable que esta leyenda no sea cierta, ya que el oro debe estar disuelto en aqua regia antes de ser incorporado en el vidrio fundido.